# Marceau Hamecher
Marceau Hamecher, né le 29 août 1929 à Valenciennes et mort le 27 août 1978 à Montauban, est un homme politique français.

## Détail des fonctions et des mandats
Mandat parlementaire
- 25 septembre 1977 - 27 août 1978 : Sénateur de Tarn-et-Garonne